# Jean Verdier
Jean kardinál Verdier (19. února 1864 Lacroix-Barrez – 9. dubna 1940 Paříž) byl francouzský římskokatolický kněz a v letech 1929–1940 arcibiskup pařížský. V roce 1929 byl jmenován kardinálem.

## Životopis
Jean Verdier studoval teologii a filozofii v kněžském semináři v Rodezu. Dne 9. dubna 1887 byl vysvěcen na kněze a poté vyučoval na semináři v Périgueux, který v letech 1898–1912 vedl. V letech 1912–1920 působil na teologické fakultě Pařížské univerzity a byl představitelem Séminaire des Carmes. V roce 1923 byl jmenován čestným kanovníkem u katedrály Notre-Dame a v letech 1926–1929 vedl její kongregaci. V roce 1929 byl jmenován generálním vikářem Pařížské arcidiecéze a apoštolským protonotářem. V témže roce se stal pařížským arcibiskupem.
Papež Pius XI. ho rovněž 16. prosince 1929 jmenoval kardinálem s titulem kardinál-kněz u baziliky Santa Balbina.
V roce 1931 zahájil projekt nazvaný Œuvre des Chantiers du Cardinal (Kardinálova stavební díla), při kterém bylo v následujících letech založeno mnoho nových kostelů a farností v Paříži a jejím okolí.
V červnu 1935 byl vyslán jako papežský legát na První celostátní sjezd katolíků československých.
Po vytvoření levicové vlády Léona Bluma v červnu 1936 kardinál vydal tiskovou zprávu, která způsobila rozruch, neboť vyzývala k sociálnímu smíru a zanechání zášti kvůli politickým nebo sociálním preferencím. Toto prohlášení uvítala levice a kardinál Pacelli tlumočil arcibiskupovi blahopřejný dopis od papeže.
Po křišťálové noci v listopadu 1938 arcibiskup vydal veřejný dopis společně s arcibiskupy v Mechelenu a Miláně, v němž kritizovali zabíjení a odsoudili „fatální výsledek rasistické teorie v Německu“.
Jean Verdier zemřel v Paříži 9. dubna 1940 a byl pochován v katedrále Notre-Dame.